# Jonathan Cheever
Jonathan Cheever (* 17. April 1985 in Saugus, Essex County, Massachusetts) ist ein US-amerikanischer Snowboarder. Er tritt in der Disziplin Snowboardcross an, gelegentlich auch in der Halfpipe und im Big Air.
2004 startete Jonathan Cheever als 55. mit mäßigem Erfolg bei den Juniorenweltmeisterschaften im Snowboardcross in Oberwiesenthal. Im selben Jahr erzielte er mit dem zweiten Platz in den neuseeländischen Remarkables in der Halfpipe trotzdem schon seinen ersten Podestplatz bei einem FIS-Rennen. Danach konzentrierte er sich mehr auf den Cross und konnte auch beim Nor-Am Cup einen zweiten Platz erringen, beim Snowboardcross am 12. Februar 2006 im kanadischen Big White. Außerdem startete er ab 2009 beim South American Cup. In diesen Kontinentalwettbewerben und FIS-Rennen schaffte er insgesamt acht Platzierungen unter den besten Zehn. In seiner Spezialdisziplin hat er als bestes Resultat bei nationalen Meisterschaften einen fünften Rang aus dem Jahr 2008 zu Buche stehen.
Cheever gab sein Debüt im Weltcup im März 2006 in Lake Placid bei einem Rennen in der Halfpipe. Seit März 2007 nimmt er regelmäßig am Snowboard-Weltcup teil. Zum ersten Mal unter die Top Ten schaffte er es ein Jahr später in Lake Placid mit einem siebten Rang. Zum Saisonende in Stoneham wurde er Zehnter und beim Auftakt der Saison 2008/2009 im argentinischen Chapelco schaffte er als Sechster sein bisher bestes Ergebnis.
Bei den Gesamtweltcups der Saison 2008 wurde er in der Disziplinwertung 21. und in der Gesamtwertung 70., in der Vorsaison hatte er als 56. in seiner Disziplin abgeschlossen.
Cheever ist ledig und lebt in Park City im US-Bundesstaat Utah.